# Hans Petersen (Politiker, 1895)
Hans Lars Julius Petersen (* 19. Juli 1895 in Qeqertarsuatsiaat; † 1982) war ein grönländischer Landesrat.

## Leben
Hans Petersen war der uneheliche Sohn des Handelsassistenten Hendrik Theodor Petersen (1864–1907) und Helene Priscilla Noahsen (1877–?). Sein Vater war ein Bruder des Expeditionsteilnehmers Johan Petersen (1867–1960). Am 22. August 1917 heiratete er in Qeqertarsuatsiaat Sofia Maria Ane Hansen (1898–1927), Tochter des Oberkatecheten Hans Andreas Jakob Theofilus Hansen (1860–?) und seiner Frau Emilie Bolette Juditha Motzfeldt (1865–?). Sie war somit eine Schwester der Landesräte Hans Hansen (1890–?) und Nikolaj Hansen (1892–1935). Aus der Ehe ging unter anderem der Pastor Jørgen Petersen (1918–1991) hervor, über den Hans Petersen der Großvater der Bischöfin Sofie Petersen (* 1955) ist. Am 24. April 1929 heiratete er in Qeqertarsuatsiaat jung verwitwet die ebenfalls verwitwete Rakel Heinrich geb. Hansen (1893–1930), Tochter des Jägers Mathæus Titus Hansen und seiner Frau Friederica Margretha sowie Witwe des Jägers Samuel Heinrich († 1918). Sie starb nur ein Jahr später und Hans Petersen heiratete am 3. Mai 1931 in Akunnaat die unverheiratete Henriethe Priscilla Benedikte Johnsen (1902–?), Tochter des Jägers Kristian Markus Johnsen und seiner Frau Bebiane sowie Schwester des Landesrats Theofilus Johnsen (1894–?).
Hans Petersen lebte als Jäger in Qeqertarsuatsiaat und wurde 1933 für eine Legislaturperiode bis 1939 als Nachfolger seines Schwagers Theofilus Johnsen in den südgrönländischen Landesrat gewählt. Er starb 1982 im Alter von rund 87 Jahren.